# ولایت خداوندگار
ولایت خداوندگار (ترکی عثمانی: ولایت خداوندگار، Vilâyet-i Hüdavendigâr) یا ولایت بورسا از استان‌های امپراتوری عثمانی بود. این استان در اوایل سده بیستم میلادی ۶۷٬۹۸۰ کیلومتر مربع مساخت داشت. مرکز آن شهر بورسا بود.